# Полисинтетический язык
Полисинтети́ческие языки́ — языки, в которых все члены предложения (полная инкорпорация) или некоторые компоненты словосочетания (частичная инкорпорация) соединяются в единое целое без формальных показателей у каждого из них. Соотношение морфем к слову очень высоко (слова состоят из большого количества морфем), в этом плане являются противоположностью изолирующих языков, в которых часто одна морфема.
Известные примеры полисинтетических языков — чукотско-камчатские, эскимосско-алеутские и многие языковые семьи Северной Америки. В абхазо-адыгских языках при очень простой системе существительного, система глагола является полисинтетической. К полисинтетическим относится искусственный (плановый) язык ифкуиль.

Термин «полисинтетические языки» введён Эдуардом Сепиром. Термин надо понимать как сверх (очень, сильно) синтетические, что означает крайне высокое количество морфем в словах. Полисинтетизм (или инкорпорацию), в котором активное участие принимает глагол, следует отличать от композитов (сложных слов, состоящих из имён и наречий). Например, такие длинные слова в баскском языке (ponetikaikoaekin «вместе с теми, кто носит берет»)
 или венгерском (előreláthatatlanság «непредсказуемость») и санскрите (Rāmalakşmaņabharataśatrughnāh «Рама, Лакшмана, Бхарата и Шатругхна») не являются случаем полисинтетизма. Равно как не является таковым и пример сложносоставного слова в ацтекском языке: totoltotlaxcalli «яичница» < totolin курица, tetl камень, axcalli яйцо.

## Примеры

### Палеоазиатские языки

#### Чукотский язык
Тымэйӈылевтпыгтыркын (t-ə-mejŋ-ə-levt-pəγt-ə-rkən) — «У меня сильно болит голова».
В одном слове содержится пять морфем, три из которых являются корневыми.
Пример восьмипорядковой деривации в эскимосском языке:
igdlo-ssua-tsia-lior-fi-gssa-liar-qu-gamiuk
дом-большой-довольно-изготавливать-место-быть-идти-велеть-когда.он.его,
«Велев ему пойти туда, где строился довольно большой дом».
Инкорпорацией выражаются отношения, соответствующие атрибутивным (га-нэран-тор-мэлгар-ма «с двумя новыми ружьями»), обстоятельственным (мыт-винвы-эквэт-ыркын «тайно отправляемся»), объектным (мыт-купрэ-гынрит-ыркын «сети охраняем»), а также объектным, осложнённым атрибутивными (мыт-тур-купрэ-гынрит-ыркын «новые сети охраняем»). Такой инкорпоративный комплекс не сводим ни к слову (отличается лексико-семантической расчленённостью), ни к словосочетанию (морфологическая цельность). Инкорпорация представлена в языках наряду с агглютинацией, причём они тесно связаны между собой и взаимообусловлены.
Количество составляющих, входящих в инкорпоративный комплекс, по сути не ограничено, ср.: га-қора-ма «с оленем», г-арма-қора-ма «с сильным оленем», га-вэтъат-арма-қора-ма «с бодливым сильным оленем», га-ңыран-вэтъат-арма-қора-ма «с четырьмя бодливыми сильными оленями» и т. д. Атрибут инкорпорируется в именную словоформу; в глагольную словоформу может быть инкорпорирован объект. В последнем случае он может инкорпорироваться со всеми своими атрибутами, ср. мыт-қора-вэнрэты-ркын «мы оленей охраняем», мыт-ңыран-вэтъат-арма-қора-ма «мы четырёх бодливых сильных оленей охраняем».

#### Эскимосские языки
Из-за сильно выраженного синтетизма, наличия субъектно-объектного спряжения и посессивного склонения слово в эскимосских языках включает все составляющие, необходимые для передачи законченного смысла. Лексико-семантическим ядром предложения выступает, как правило, только корневая морфема, ср.: эскимос. аңйаңлъа-рахки-ға-кукут «лодку-делаем-быстро-сейчас-мы» (основа — анйак, «лодка», остальные форманты слова — суффиксы); алеут. укухта-тудˆа-лъи-на-ғулаг, «видеть даже-не захотел-его-я» (основа — укухта).
В одной глагольной форме может быть выражено суффиксально до 12 грамматических категорий: аз.-эск. аҕуляқ-сюҕ-ма-ңиқ-сяҳ-т-а-ø-тын «говорят, что ты не хотел приехать, но…», где аҕуляқ — основа со значением «приезжать», -сюг,- — префикс модальности желания, -ма- — показатель прошедшего времени, -ңиқ- — суффикс передачи чужой речи, -сяҳ- — суффикс действия, не приведшего к ожидаемому результату, -т- — показатель финитности, -а- — показатель индикатива или двуличной формы, -ø- — третье лицо единственного числа агенса, -тын — второе лицо единственного числа объекта; таги-пыстаг-йаҳҳа-ма-йаҕ-т-у-ңа «я обязательно должен был прийти, но…», где таги- — основа со значением «приходить», -пыстаг- — оценочный показатель со значением «обязательно», -йаҳҳа- показатель модальности долженствования, -ма- — показатель прошедшего времени, -йаҕ- суффикс действия, не приведшего к желаемому результату, -т- — показатель финитности, -у- — показатель индикатива для одноличной формы, -ңа- — первое лицо единственного числа субъекта.

### Индейские языки
В дакота (языки сиу) фраза «человек рубит лес» Wičháša kiŋ čháŋ kiŋ kaksáhe может передаваться через переходный глагол čháŋ kiŋ kaksáhe («лес рубит») либо через непереходный глагол wičháša kiŋ čhaŋkáksahe («человек лесо-рубит»), в котором независимый компонент čháŋ «лес», становится корнем, включённым в глагол «рубит».
В вакашских языках Британской Колумбии:
t.pxʷ.ps.ƛ.k.c «некто невидимый здесь со мной, где приятное желание подвергается давлению»
kxlqsłcxʷ «ты зажёг спичку для меня».
Для имени арауканского языка характерна инкорпорация в состав глагольной словоформы: doy güde-wingka-ke-fu-y-ngün «они стали ещё больше ненавидеть бледнолицых», где корни güde «ненавидеть» и wingka «бледнолицый» присоединили несколько суффиксов.

### Кавказские языки
В кабардинском языке də-xä-γä-hä-n «вместе с кем(чем)-то заставить войти внутрь чего-то». Аффиксы глаголов в адыгейском языке могут выражать значение субъекта (подлежащего), прямого и косвенного дополнения, обстоятельства, числа, отрицания, времени, наклонения, направления, взаимности, совместности, возвратности действия, в результате чего образуется многоморфемный глагольный комплекс, который равен по своему значению целому предложению, например: уакъыдэсэгъэгущыӏэжъы «Я заставляю тебя повторно поговорить с ними», которое состоит из следующих морфем:
у-а-къы-дэ-сэ-гъэ-гущыӏэ-жьы, его буквальный перевод таков: «тебя (у) с ними (а) оттуда (къы) вместе(дэ) я (сэ) заставляю (гъэ) говорить (гущыӏэн) повторно(жьы)». Но следует сказать, что такие сложные глагольные комплексы по сравнению с двух-трёхкомпонентными глаголами в устной речи встречаются реже.
В абхазо-адыгских языках в глагол может быть инкорпорировано четыре лица: в адыгейском п-ф-е-с-тыгъ «его-для.тебя-ему-я-отдал», у-къы-с-ф-е-плъыгъ «ты-для.меня-посмотрел-на.него», сы-б-дэ-кӏо-н-эп «я-за.тебя-не-выйду.замуж»; Иногда слово передаёт целое предложение, как в убыхском: aχʲazbatɕʾaʁawdətʷaajlafaqʾajtʾmadaχ «если бы только вы не были в состоянии заставить его взять это всё из-под меня снова для них».
В абхазском тоже есть такие примеры и-сы-з-и-лы-рҩит «для.меня-она-заставила-его-то-написать», s-ca-ztən «если-я-пошёл». Вообще, абхазский глагол представляет собой предложение в миниатюре: в его структуру инкорпорированы классно-личные показатели, количество которых может достигать четырёх:
Узбоит (узбоит<усбоит=уара+сара+абара+оит тебя(м.)-я-вижу)
Субоит (сара+уара+абара+оит ты(м.)-меня-видишь)
Бызбоит (бызбоит<б(ы)сбоит=бара+сара+абара+оит тебя(ж.)-я-вижу)
Сыббоит (сара+бара+абара+оит ты(ж.)-меня-видишь)

### Австралийские языки
Инкорпорация объекта, нередко в супплетивной форме, возможна для многих австралийских языков. Например, в языке тиви:
Ngiri-pungita-wuri-ni «Я отрезал (его) ухо»; свободная форма слова «ухо» turna.
Например, следующее предложение может быть переведено одним словом на языке тиви:
Jinuatəmənijilipaŋəmataṱaṱumaŋələpiaiŋkiṋa «Он пришёл и украл мой дикий мёд этим утром, пока я спал» (именная группа «дикий мёд» представлена формой -mataṱaṱumaŋələpi-). Такой тип построения структур очень большой сложности, весьма распространённый в Северной Америке, практически уникален для Австралии, и ни на континенте, ни на островах нельзя найти ничего подобного.

### Австронезийские языки
В южносулавесийских языках возможны примеры инкорпорации. Например, в макасарском языке:
báttu-m-i «Он пришёл»
báttu-állo-m-i «Он пришёл днём» (буквально «приходить-день-(аспект)-он»)

### Другие языки
В хаттском языке taš-teta-(n-?)nuw-a «(в дом) пусть не войдет» (буквально: не-пусть-войдет-!).
В шумерском языке mu-n-a-b-du(g) «он-ему-это-сказал», ursang-ug-a-imeš-akeš «герои-мёртвые-суть-поскольку» (поскольку герои мертвы).
В кетском языке da-u: sqa-d-di «она меня греет»,
da-tis-a-ʁɔ «она зарядит (ружье)».
В айнском языке тоже могли существовать примеры инкорпоративного комплекса:
'api-'ari «огонь-разжигать», kewe-ri «тело-быть высоким» (высокий ростом).
Usaopuspe aejajkotujmasiramsujpa (usa-opuspe a-e-jaj-ko-tujma-si-ram-suj-pa «Я продолжаю колебать моё сердце вдалеке и вблизи непосредственно (по различным слухам»).
В баскском языке вспомогательные глаголы «иметь» и «есть» из-за полиперсонального спряжения (объекта, субъекта и дополнения) насчитывают несколько тысяч форм: gustatsen zait нравится это(он)-мне, gustatsen zaizkit нравятся они-мне, eman diot я-это-ему-иметь, eman dizkiot я-их-ему-иметь, emango didazu дадите вы-это-мне.

## Инкорпорация в индоевропейских языках
Ряд исследователей отличие инкорпорации от сложных слов видят в участии глагола. Например, в чукотском языке будет сказано не «Дождь пошёл», а «Дождепошло». В поздних санскритских текстах складывалось несколько слов сразу − четыре, пять и даже больше. В санскрите, в отличие от инкорпорирующих языков, предложение-слово получалось в основном не глагольное, а именное (Ср.: Rūpavadbhārya < rūpavatī bhāryā yasya saḥ — «Имеющий красивую жену»). Таким образом, древний индиец говорил что-нибудь вроде: «Его-быстро-прихождение», а эскимос сказал бы так: «Быстро-при-он-шёл».
Вместе с тем, в русском языке самое ходовое словосочетание, очень сильно напоминающее пример инкорпорации − руководить (буквально «рукой водить»). Более того, слов, построенных по схеме «существительное + глагол», в русском языке не так уж и мало. Больше всего их среди церковно-славянской лексики. Наиболее продуктивны инкорпорирующие конструкции со словами руко- и благо- (рукоплескать, благотворить, благодарить).
Иногда английский язык демонстрирует примеры инкорпорации: breastfeed «кормить грудью», babysit «нянчить ребёнка». Инкорпорация и композиция могут быть нечеткими категориями: backstabbing, name-calling, knife murder.
В санскрите глагольный корень мог сочетаться одновременно с двумя (реже с тремя) предлогами:
anu-sam-pra-yahi (вдоль-вместе-перед-идти) — «Идти (с ним) вперёд по…»
pra-ni-patati (перед-вниз-падает) «Он падает ниц».
Сравните в канцелярите: План не-до-пере-вы-полнен.

### Клитики
В праиндоевропейском языке действовал закон Ваккернагеля, в соответствии с которым клитики примыкали к словам под ударением и занимали второе место в предложении, иногда это приводило к инкорпорации. Такие явления наблюдаются:
- В древнеирландском языке: do-s-berim «я-его-даю»[12].
- В старолитовском языке: iš-mi-trauk «вытащи меня», буквально «вы-меня-тащи».
- В разговорном французском языке получили развитие полиперсональные конструкции, близкие к таковым в языках банту[13][нет в источнике][неавторитетный источник].

## Инкорпорация в искусственных языках
Существуют немногочисленные примеры искусственных (плановых) полисинтетических языков. В ифкуиль короткая фраза Ukššóul éyxnuf приблизительно переводится как «Что-то заставило группу бегущих клоунов начинать спотыкаться», или «Группа клоунов начинает спотыкаться на бегу». В языке арахау цитата из Пушкина «И угль, пылающий огнём, Во грудь отверстую водвинул» выглядит так: Spesaizoahaogaopartganrafa < S-pes-aizoa-h-aogao-p-art-g-(a)nrafa (ты — водвинул — уголь — горящий огнём — в — грудь — открытую).
В трилогии «Властелин Колец» Толкин упоминает энтов, вылеченных от «немоты» эльфами, которые создали собственный язык. Он описывается, как длинный, звучный, окрашенный многими тонкими оттенками гласных. Структура таких слов весьма причудлива, описана как длинное, очень многоречивое обсуждение определённой темы. Например, вместо «да» и «нет» существовали пространные монологи, почему конкретный энт сделал бы или не сделал то или иное. Например, Древень (Treebeard) говорит Мерри и Пиппину: «Taurelilómëa−tumbalemorna Tumbaletaurëa Lómeanor», («Есть тень Большой Темноты в глубоких долинах леса»), что буквально переводится «Лес-много-затенять-глубокий-долина-чёрный Глубокий-долина-лесной Мрак-земля».
В искусственном языке эльюнди за счёт чрезвычайно развитой системы классификаций и комбинаторики возможны очень длинные слова, которые не являют пример полисинтетизма и служат скорее образцом композитов: amipalo-šilato-lina-pila «система управления космического корабля, на котором есть искусственная „весомость“».
Скорее всего композитные, а не полисинтетические конструкции и в клингоне: jupoypu’na’wI’vaD «Для моих возлюбленных верных друзей». К композитам относятся и такие длинные слова в волапюке, как lopikalarevidasekretel или klonalitakipafabludacifalopasekretan, которые получались за счёт практически неограниченного присоединения именных корней.